# Sophie Hansson
Sophie Elizabeth Hansson (Rönninge, 2 agosto 1998) è una nuotatrice svedese, specializzata nello stile rana.

## Biografia
E' sorella minore della nuotatrice Louise Hansson. La sua squadra di club è l'Helsingborgs SS.
Ha fatto parte della spedizione svedese ai Giochi olimpici giovanili di Nanchino 2014.
Ha rappresentato la Svezia ai Giochi olimpici estivi di Rio de Janeiro 2016, nei 100 e 200 metri rana, terminando rispettivamente al ventisettesimo e ventiseiesimo posto in classifica.
Agli europei di Budapest 2020, disputati alla Duna Aréna nel maggio 2021, ha vinto la medaglia d'oro nei 100 metri rana, precedendo sul podio le italiane Arianna Castiglioni e Martina Carraro.

## Palmarès
- Mondiali

Doha 2024: argento nella 4x100m misti.
- Mondiali in vasca corta

Abu Dhabi 2021: oro nella 4x50m misti e nella 4x100m misti, argento nei 100m rana, bronzo nei 50m rana e nella 4x100m sl.
- Europei

Budapest 2020: oro nei 100m rana.
Roma 2022: oro nella 4x100m misti.
- Europei in vasca corta

Netanya 2015: argento nella 4x50m misti.
Copenaghen 2017: oro nella 4x50m misti e bronzo nei 50m rana.
Otopeni 2023: oro nella 4x50m misti.
- Mondiali giovanili

Singapore 2015: argento nei 50m rana e nei 100 m rana.
- Europei giovanili

Dordrecht 2014: bronzo nei 50m rana.